# Дагом
Даго́м (осет. Дагом) — село в Алагирском районе Республики Северная Осетия-Алания. Входит в состав Унальского сельского поселения.

## Географическое положение
Село расположено в центральной части Алагирского района, на левом берегу реки Дувадоныстау. Находится в 8 км к востоку от центра сельского поселения Нижний Унал, в 32 км от районного центра Алагир и в 68 км к юго-западу от Владикавказа (по дороге).
Расстояния до ближайших селений: Донисар — 700 м, до селения Цамад — 850 м, до селения Урсдон — 1,8 км.

## Этимология
Некоторые исследователи возводят происхождение данного топонима к слову Даргом, что в переводе с осетинского языка означает — дальнее ущелье, где «дард» — дальний, а «гом» — ущелье. По другой версии название Дагом возможно произошло от собственного имени, основателя села — Дагав.
Фольклорные источники приписывают основание Дагома древнему роду Кусагоновых, генеалогически связанного с Ос-Багатаром. Так же, этому селу приписывают одно из центральных значение в судебной системе средневековой Осетии, как месту, где примирялись кровники и свершались суды.

## История
По данным на 1861 год, в Дагоме насчитывалось 19 дворов, в которых проживало 158 человек. В 1886 году население Дагома составляло 22 двора.
В 1910 году в Дагоме проживало 308 человек. Жители села в основном занимались земледелием и скотоводством.
В 1926 году в Дагоме открылся первая школа и больничный пункт. Но несмотря на довольно развитую для гор инфраструктуру села, весь советский период его население снижалось.
В 1935 году в селе была образована сельскохозяйственная артель — колхоз «Красный Октябрь». В 1940 году в колхоз входило 53 двора, общим числом в 294 душ. За колхозом было закреплено 3156 га земли, из которых 242 га были отведены под пашни. Выращивали в основном пшеницу озимую и яровую, ячмень яровой, овёс, бобовые, кукурузу, картофель, капусту, огурцы и помидоры.
После распада СССР, колхоз был закрыт, в связи с чем большая часть жителей проживавших в селе, покинула его.

## Население
| 2002 | 2010 | 2021 |
| ---- | ---- | ---- |
| 8    | ↘4   | ↗8   |

## Топографические карты
- Лист карты K-38-29 Алагир. Масштаб: 1 : 100 000. Состояние местности на 1984 год. Издание 1988 г.